# Kabilia
Kabilia vagy Kabylia (franciául La Kabylie; arabul al-Qabā'il, "a törzsek") hegyvidéki régió Algéria északi részén. Lakói Tamurt Idurar ("Hegyvidék") vagy Tamurt n Leqvayel ("Kabilok földje") néven ismerik. 
Földrajzilag Kabilia része az Atlasz-hegységnek és határos a Földközi-tengerrel. 
Számos algériai vilajet (arabul ولاية, adminisztratív egység) esik Kabilia területére: a teljes Tizi Ouzou és Bedzsája (kabilul Bgayet) vilajetek, Bouira (Tubiret)  vilajetek jó része és, Boumerdes vilajetek egyes részei. 
Amikor még Algéria francia gyarmat volt, Kabiliát két kerületre (francia département) osztották: Nagy Kabiliára (franciául Grande Kabylie) és Kis Kabiliára (Petite Kabylie).

A kabilok zászlaja

## Kabil és kabil származású hírességek

### Művészek
- Isabelle Adjani színésznő (apja kabil, anyja német)
- Rabah Asma énekes
- Sliman Azem énekes
- Djur Djura női könnyűzenei együttes
- Tony Gatlif filmrendező (apja kabil volt)
- Mohya kabil nép költő és színész
- Lounis Ait Menguellet énekes
- Idir énekes
- Lounes Matoub, berberista és szekularista énekes, akit 1998-ban meggyilkoltak
- Si Mohand kabil népi költő
- Édith Piaf énekes (anyai nagyanyja kabil volt)
- Daniel Prévost színész (apja kabil volt)
- Salah Sadaoui énekes
- Samir Mouhoubi énekes
- Sinik rapper

### Az algériai ellenállás és forradalom alakjai
- Amirouche ezredes algériai forradalmár, akit a francia katonák öltek meg 1959-ben
- Krim Belkacem forradalmár, 1970-ben meggyilkolták
- Belkacem Radjef algériai nacionalista és forradalmár (1909–1989).
- Abane Ramdane forradalmár, 1957-ben meggyilkolták
- Lalla Fathma N'soummer, az algériai kabil törzsek női vezére, aki egyesítette őket a franciákkal szembeni ellenállás nevében. (1830-1863)

### Politikusok
- Belaïd Abrika, az Arouch egyik szóvivője
- Hocine Aït Ahmed szabadságharcos és szekularista politikus
- Nordine Ait Hamouda szekularista politikus, Amirouche ezredes fia
- Ferhat Mehenni politikus és énekes, aki Kabilia autonómiájáért küzd
- Ahmed Ouyahia, kétszeres algériai miniszterelnök (1995-1998, 2003-2006)
- Saïd Sadi szekularista politikus
- Sidi Said az algériai munkás szakszervezet (UGTA) vezetője
- Khalida Toumi algériai feminista, szekularista, 2003-tól Kommunikációs és Kulturális Miniszter
- Mohand oul Mouhoub Mouhoubi Front de libération nationale politikai vezető

### Sportolók
- Tarek Benhabiles teniszező
- Omar Kouidri bokszoló
- Mohammed Zaaf, a Tour de France kerékpár-versenyzője.
- Zinédine Zidane (1972–), francia válogatott labdarúgó
- Rabáh Mádzser labdarúgó
- Samir Nasri labdarúgó

### Vallási vezetők
- I. Geláz pápa (492–496)

### Írók
- Táhar Dzsaút (Tahar Djaout) író, újságíró, akit a GIA nevű iszlám szervezet gyilkolt meg 1993-ban
- Mulúd Feraún (Mouloud Feraoun) író, az OAS nevű rövidéletű francia terrorszervezet gyilkolta meg 1962-ben
- Fadhma Amrús (Fadhma Amrouche) keresztény író és költő